# Андреевичи (Житомирская область)
Андре́евичи (укр. Андрієвичі) — село на Украине, находится в Звягельском районе Житомирской области.
Код КОАТУУ — 1821780201. Население по переписи 2001 года составляет 793 человека. Почтовый индекс — 11254. Телефонный код — 4149. Занимает площадь 3,92 км².

## Местная власть
11201, Житомирская область, Звягельский р-н, пгт Емильчино, ул. Соборная, 51